# Rohrpfeife

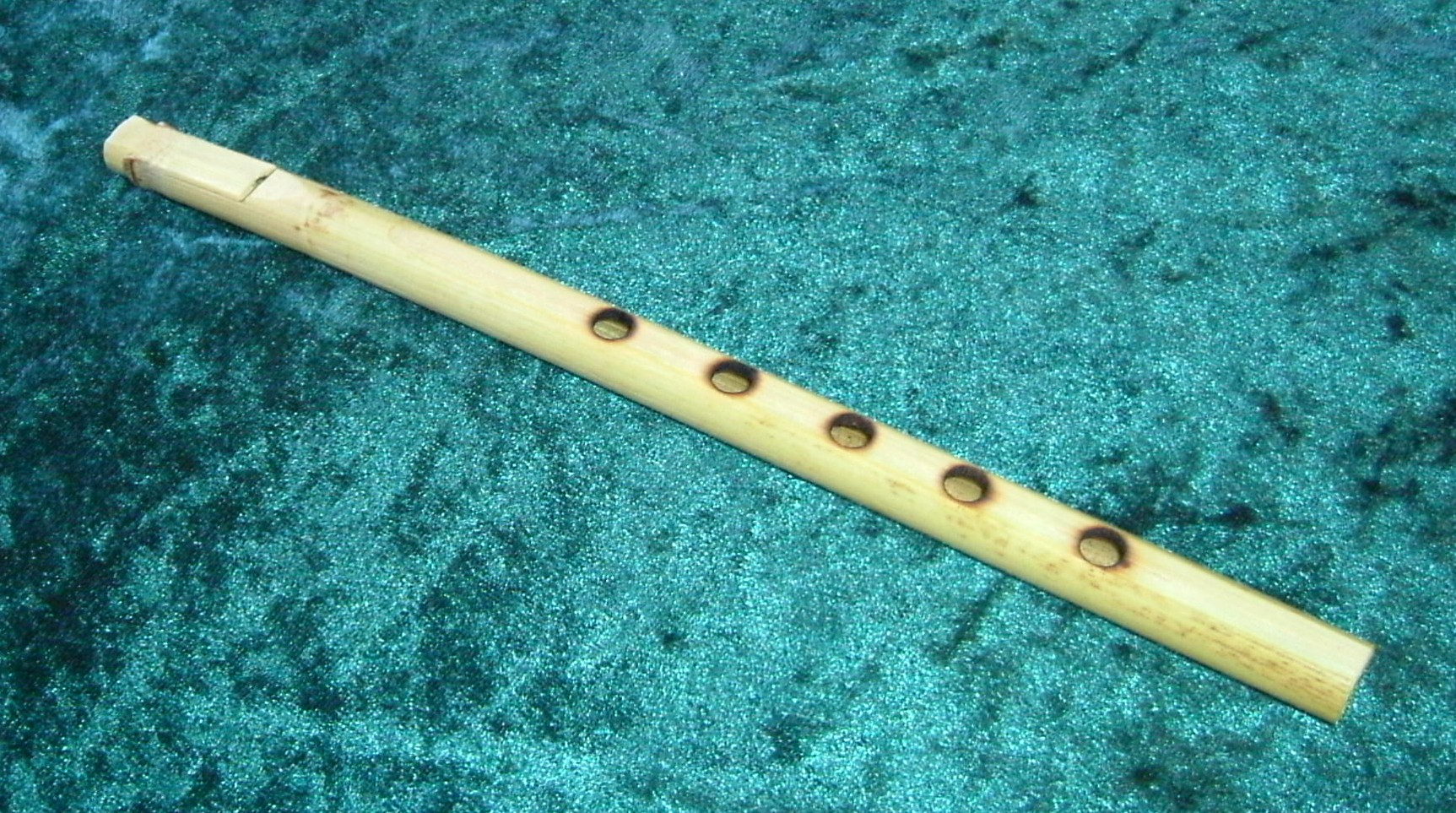
Rohrpfeife aus Kreta (Mantoura)

Eine Rohrpfeife, englisch reed pipe, ist ein traditionelles Blasinstrument mit Einfachrohrblatt. Rohrpfeifen werden aus Schilf-, Pfahl- oder Bambusrohr hergestellt. Meist wurden sie von Hirten und Bauern zum Zeitvertreib, als Signalinstrumente oder zum Tanz verwendet. Der Klang ist durchdringend und leicht schnarrend.

## Bauform
Der Ton der Rohrpfeifen wird durch ein idioglottes Rohrblatt erzeugt, das heißt die tonerzeugende Zunge entsteht durch einen Einschnitt in ein Rohr. Bei einem Abwärtsschnitt schwingt das obere Ende der Zunge frei (anaglott), durch einen Aufwärtsschnitt das untere (kataglott). Wird die tonerzeugende Zunge direkt in das Melodierohr geschnitten, entsteht ein Instrument aus einem Stück (integriert). Häufiger wird jedoch ein idioglottes Rohrblatt mit kleinerem Durchmesser auf ein Schallrohr gesteckt, das ausgewechselt werden kann, wenn es verbraucht ist (nicht-integriert).
Beim Anblasen wird das Rohrblatt ganz in der Mundhöhle gehalten. Im Mittelmeerraum und im nahen Osten werden die Instrumente häufig in Zirkularatmung gespielt.
Neben der einfachen Grundform gibt es häufig gedoppelte Rohrpfeifen, wobei entweder zwei gleichartige Rohrpfeifen oder ein Melodierohr und ein Bordunrohr miteinander verbunden werden. Meist werden sie einstimmig, nur selten in echter Mehrstimmigkeit (Polyphonie) gespielt. Auf Sardinien finden sich auch Dreifachinstrumente.
Wird eine (einfache oder gedoppelte) Rohrpfeife mit einem Schalltrichter kombiniert, entsteht eine Hornpfeife. Doppelinstrumente können eine Windkapsel haben, solche Instrumente dienen oftmals als Spielrohre für Sackpfeifen. Auch Kürbisse können als Luftreservoir verwendet werden. Die Übergänge zwischen den einzelnen Instrumententypen und -bezeichnungen sind oft fließend.
Wegen der Tonerzeugung mit einem Einfachrohrblatt werden die Rohrpfeifen (wie die Hornpfeifen) häufig als „Klarinetten“ bezeichnet. Die Orchesterklarinette ist jedoch eine jüngere Entwicklung, die wegen ihrer aufwändigen Klappenmechanik, der Möglichkeit zu überblasen und der anderen Klangfarbe ganz andere Eigenschaften hat als die Rohrpfeifen. Andere Bezeichnungen sind „Volks-“ oder „Naturklarinetten“ oder „traditionelle Chalumeaux“. Wissenschaftlich sind sie als „monoglotte Euthyphone“ zu bezeichnen.

## Herkunft und Verbreitung
Rohrpfeifen sind bis heute vor allem im Mittelmeerraum und in Osteuropa verbreitet. Sie dürften ursprünglich in ganz Europa verwendet worden sein. Ihre Geschichte lässt sich über das Mittelalter und den Aulos der klassischen Antike bis ins Alte Ägypten zurückverfolgen. Rohrpfeifen wie die in England am Ende des 17. Jahrhunderts verbreitete Mocktrumpet waren Vorläufer des Chalumeaus und damit der Klarinette.

## Einige Rohrpfeifen
Folgende Rohrpfeifen mit einer oder mehreren Spielröhren werden bis heute verwendet (zum Teil wiederbelebt):
- Sipsi, Türkei, Einfachrohr
- Dili tuiduk, Turkmenistan, Einfachrohr
- Mantoura, Kreta, einfach und doppelt
- Diplica, Kroatien, Einfachrohr
- Bena, Sardinien, einfache, doppelte und dreifache Instrumente
- Roopill, Estland, Einfachrohr
- Dudka, russisch für „Blasinstrument“: Längsflöte, Rohrpfeife oder Sackpfeife Duda
- Xirimieta mallorquina, Mallorca, Einfachrohr
- Arghul, Ägypten; Yarghul, Palästina, doppelt
- Midschwiz, Libanon, Palästina, doppelt
- Çifte, Türkei, doppelt
- Xeremia eivissenca, Ibiza, doppelt und einfach
- Zummara, Ägypten, doppelt
- Diple, Dalmatien, mit Windkapsel, Doppelbohrung in Holzstück
- Šurle, Istrien, mit Windkapsel, zwei Melodierohre
- Launeddas, Sardinien, dreifach, polyphon gespielt